# Isocyrtus reticulatus
Isocyrtus reticulatus is een vliesvleugelig insect uit de familie Pteromalidae. De wetenschappelijke naam is voor het eerst geldig gepubliceerd in 2002 door Xiao & Huang.